# SOS (álbum)
SOS é o segundo álbum de estúdio da cantora e compositora estadunidense SZA, lançado em 9 de dezembro de 2022 através da Top Dawg Entertainment e RCA Records. O álbum contém colaborações com Don Toliver, Phoebe Bridgers, Travis Scott e o falecido Ol' Dirty Bastard. SZA trabalhou com uma variedade de produtores e compositores no projeto, incluindo Babyface, Jeff Bhasker, Rob Bisel, Benny Blanco, Darkchild, DJ Dahi, Ant Clemons e Lizzo. Serve como uma continuação de seu álbum de estúdio anterior, Ctrl (2017).
Seis singles foram lançados entre 2020 e 2023 para promover SOS, com cinco deles alcançando o top dez da Billboard Hot 100. O quinto, "Kill Bill", foi a primeira canção de SZA a figurar no topo da Hot 100 e da Billboard Global 200; o sexto, "Snooze", foi a única canção a permanecer na Hot 100 durante todo o ano de 2023. O álbum estreou na primeira posição da Billboard 200 e quebrou o recorde de maior semana de streaming para um álbum de R&B nos Estados Unidos. O álbum passou dez semanas não consecutivas no topo do gráfico, tornando-se o álbum feminino da década a passar mais tempo no topo, bem como o primeiro álbum de R&B a permanecer na primeira posição durante suas sete primeiras semanas, desde Whitney (1987) de Whitney Houston. Para promover o álbum, SZA embarcou na turnê internacional SOS Tour, que durou de fevereiro de 2023 a maio de 2024.
Após seu lançamento, SOS recebeu aclamação da crítica musical por sua sonoridade eclética e pela entrega vocal de SZA. Múltiplas publicações classificaram-o como um dos melhores álbuns de 2022 e 2023. No Grammy Awards de 2024, o álbum e suas faixas receberam um total de nove indicações, incluindo Álbum do Ano, e venceu o prêmio de Melhor Álbum de R&B Progressivo. Adicionalmente, o álbum foi incluindo nas listas dos 500 Melhores Álbums de Todos os Tempos (2023) da revista Rolling Stone e dos 100 Melhores Álbuns da Apple Music.

## Antecedentes
Um álbum seguinte a seu álbum de estreia, Ctrl, foi confirmado pela primeira vez em janeiro de 2020. Em entrevista à Rolling Stone, SZA mencionou que "a música está saindo com certeza", mas afirmando que poderia não resultar em um álbum, até aquele momento. Ela também disse que o boato de que planejava lançar uma trilogia de álbuns e depois se aposentar da música "é um absurdo". Na entrevista, SZA também revelou que passou um tempo no estúdio com Timbaland, afirmando que "Ele tocava batidas do tipo jazz brasileiro, e eu gostei muito disso". Ela também colaborou com Sia, com quem ela supostamente escreveu três canções.
Frustrada com a pressão e a fórmula de lançar músicas, SZA optou por uma estratégia diferente. Ao longo de dois anos, SZA lançou canções esporadicamente. Cada música lançada foi acompanhada por um videoclipe, exceto a canção I Hate U, que recebeu apenas um visualizer. Durante a segunda metade dos vídeos, era incluso os teasers de seus próximos singles.
Em 3 de abril de 2022, ela foi questionada sobre o álbum em uma entrevista à Variety. Ela alegou que tinha acabado de termina-lo no Havaí e que o lançamento estava chegando. Ela também descreveu o projeto como seu "álbum mais unissex até agora". Em 2 de maio de 2022, durante o Met Gala , SZA revelou à Vogue que o álbum estava programado para ser lançado no verão, chamando-o de "Verão da SZA". Em outubro de 2022, ela anunciou que o álbum poderia ser lançado "a qualquer momento".
No dia do seu aniversário de 33 anos, ela lançou um teaser intitulado "PSA", no qual uma mensagem escrita em código morse pode ser vista, que depois de traduzida soletra "SOS". Em entrevista à Billboard lançada em 16 de novembro de 2022, SZA confirmou as teorias sobre o título do álbum e o seu lançamento para dezembro de 2022. Ela ainda admitiu se sentir "estressada" por cumprir o prazo de lançamento, apesar de ter negado que tivesse que cumprir prazos um mês antes.

### Título e arte da capa
A explicação por trás do título do álbum é tripla. SOS é um aceno para o sinal de socorro do código Morse SOS, que é usado na navegação marítima e é popularmente interpretado como "salve nosso navio" ou "salve nossas almas". As outras duas razões estão enraizadas nos nomes de SZA. Seu nome artístico é derivado das letras do Alfabeto Supremo, segundo o qual a letra "S" significa Auto e Salvador. Na vida real, seus amigos a chamam pelo apelido de Sous, uma abreviação de seu primeiro nome, Solána.
Em 30 de novembro de 2022, SZA revelou a capa do álbum nas suas redes sociais. Na arte, a cantora está vestindo uma camiseta do time de hóquei St. Louis Blues, sentada na beirada de um trampolim de um barco e cercada pelo oceano. A imagem é uma referência a uma foto de Diana, Princesa de Gales tirada por um paparazzo em uma viagem da família real britânica em Portofino, na Itália, onde a aristocrata aparece isolada da família e sentada na beirada de um trampolim de um iate, cercada pelo mar mediterrâneo. A fotografia foi tirada em agosto de 1997, mesmo mês e ano da trágica morte da aristocrata.
SZA relatou a decisão de associar a capa e o álbum à foto da princesa Diana:
| “ | "Originalmente, eu deveria estar no topo de um navio de carga, mas quando eu estava pesquisando referências, achei essa foto da Diana. Eu apenas amei a sensação de isolamento que ela demonstra, e foi isso que eu quis transmitir. E então, no último minuto, não obtivemos autorização para obter as barcaças que queríamos e pensamos: 'Vamos construir o trampolim em vez disso. Ainda vamos tentar. 'Não rejeitamos o barco completamente e tentamos e ficou legal e eu não tinha certeza se seria muito legal até, tipo, agora." | ” |

## Composição
O álbum é composto por vinte e três faixas escritas e compostas pela própria cantora, contando com a participação de escritores e produtores, incluindo Babyface, Jeff Bhasker, Benny Blanco, Rodney Jerkins, DJ Dahi, Gabriel Hardeman, Ant Clemons, Lizzo e Björk. O álbum apresenta colaborações com Don Toliver, Phoebe Bridgers, Travis Scott e Ol' Dirty Bastard.
Musicalmente, o álbum é inspirado no R&B contemporâneo, com influências do hip hop e pop. O álbum mostra referências sonoras de soul, gospel, jazz e rap melódico. O som do álbum foi descrito como "uma paleta variada", combinando elementos "surf rock" e "grunge", ao lado de "suas amadas batidas lo-fi".

## Lista de Faixas
| N.º            | Título                                            | Compositor(es) | Produtor(es)                                       | Duração |  |
| 1.             | "SOS"                                             | Solána Rowe Rob Bisel Jahlil Gunter Gabriel Hardeman                                                                   | Jay Versace                                        | 1:57    |  |
| 2.             | "Kill Bill"                                       | Rowe Bisel Carter Lang                                                                                                 | Lang Bisel [m]                                     | 2:33    |  |
| 3.             | "Seek & Destroy"                                  | Rowe Bisel Lang Tyran Donaldson Cody Fayne                                                                             | Bisel Lang Scum ThankGod4Cody                      | 3:23    |  |
| 4.             | "Low"                                             | Rowe Jocelyn Donald Bisel Alessandro Buccellati Joseph Pincus                                                          | Bisel Buccellati Aire Atlantica                    | 3:01    |  |
| 5.             | "Love Language"                                   | Rowe Tyrone Griffin Jr. Jakob Rabitsch Anthony Clemons Jr. Bisel Lang Fayne Pharrell Williams Chad Hugo Jazzaé De Waal | Lang ThankGod4Cody YakobBisel [v]                  | 3:03    |  |
| 6.             | "Blind"                                           | Rowe Margaux Whitney Lang William Miller                                                                               | Bisel Lang Miller Yuli                             | 2:30    |  |
| 7.             | "Used" (part. de Don Toliver)                     | Rowe Dacoury Natche Caleb Toliver Danny McKinnon Ely Rise John Hill John Key                                           | DJ Dahi McKinnon [a] Rise [a] Key [a] Bisel [v]    | 2:26    |  |
| 8.             | "Snooze"                                          | Rowe Kenneth Edmonds Khristopher Riddick-Tynes Leon Thomas III Blair Ferguson                                          | Babyface The Rascals BLK [v]                       | 3:21    |  |
| 9.             | "Notice Me"                                       | Rowe Bisel Lang Fayne Michael Uzowuru Teo Halm                                                                         | Bisel Lang ThankGod4Cody Uzowuru Halm              | 2:40    |  |
| 10.            | "Gone Girl"                                       | Rowe Bisel Lang Fayne Jeff Bhasker Emile Haynie                                                                        | Bisel Lang ThankGod4Cody Bhasker Haynie            | 4:04    |  |
| 11.            | "Smoking on My Ex Pack"                           | Rowe Raina Taylor Gunter Clarence Scarborough                                                                          | Versace                                            | 1:23    |  |
| 12.            | "Ghost in the Machine" (part. de Phoebe Bridgers) | Rowe Bisel Lang Matthew Cohn Phoebe Bridgers Marshall Vore                                                             | Bisel Lang Cohn [a] Ethan Gruska [v] Tony Berg [v] | 3:38    |  |
| 13.            | "F2F"                                             | Rowe Melissa Jefferson Bisel Lang                                                                                      | Bisel Lang                                         | 3:05    |  |
| 14.            | "Nobody Gets Me"                                  | Rowe Bisel Lang Robin Weisse Benjamin Levin                                                                            | Lang Benny Blanco                                  | 3:00    |  |
| 15.            | "Conceited"                                       | Rowe Bisel Fayne | ThankGod4Cody                                      | 2:31    |  |
| 16.            | "Special"                                         | Rowe Bisel Levin Johan Schuster                                                                                        | Blanco Shellback                                   | 2:38    |  |
| 17.            | "Too Late"                                        | Rowe Sven Gamsky Samuel Witte Bisel Lang Fayne                                                                         | Bisel Lang ThankGod4Cody Witte Still Woozy         | 2:44    |  |
| 18.            | "Far"                                             | Rowe Bisel Carlos Muñoz Lang Donaldson Eliot Dubock                                                                    | Bisel Lang Scum Los Hendrix Beat Butcha            | 3:00    |  |
| 19.            | "Shirt"                                           | Rowe Rodney "Darkchild" Jerkins Robert Gueringer                                                                       | Darkchild Freaky Rob                               | 3:01    |  |
| 20.            | "Open Arms" (part. de Travis Scott)               | Rowe Bisel Uzowuru Halm Jacques Webster Douglas Ford                                                                   | Bisel Uzowuru Halm                                 | 3:59    |  |
| 21.            | "I Hate U"                                        | Rowe Bisel Lang Fayne Dylan Patrice                                                                                    | Bisel Lang ThankGod4Cody Sir Dylan                 | 2:54    |  |
| 22.            | "Good Days"                                       | Rowe Jacob Collier Muñoz Lang Christopher Ruelas                                                                       | Lang Los Hendrix Nascent Bisel [v]                 | 4:39    |  |
| 23.            | "Forgiveless" (part. de Ol' Dirty Bastard)        | Rowe Jerkins Björk Guðmundsdóttir Guy Sigsworth Mark Bell Russell Jones                                                | Darkchild                                          | 2:21    |  |
| Duração total: | Duração total:                                    | Duração total: | Duração total:                                     | 67:51   |  |

Notas
- ↑[a]  significa um produtor adicional.
- ↑[m]  significa um produtor variado.
- ↑[v]  significa um produtor vocal.
- "Low" contém vocais adicionais não creditados de Travis Scott.
- "Ghost in the Machine" e "Far" apresentam diálogo com a voz de Sadhguru.

Créditos de samples
- "SOS" contém uma interpolação de "Listen", interpretada por Beyoncé e escrita por Beyoncé Knowles, Scott Cutler, Henry Krieger e Anne Preven; e sample de "Until I Found the Lord (My Soul Couldn't Rest)", interpretada por Gabriel Hardeman Delegation e escrita por Gabriel Hardeman.
- "Love Language" contém uma interpolação de “I Don’t Wanna”, interpretada por Aaliyah e escrita por Johntá Austin, Jazze Pha, Donnie Scantz e Kevin Hicks; e sample de "Hit Different", interpretada por SZA e Ty Dolla Sign e escrita por Solána Rowe, Tyrone Griffin, Jr., Rob Bisel, Pharrell Williams e Chad Hugo.
- "Smoking on My Ex Pack" contém sample de "Open Up Your Eyes", interpretada por Webster Lewis e escrita por Clarence Scarborough.
- "Good Days" contém uma interpolação de "In Too Deep", interpretada por Jacob Collier e Kiana Ledé e escrita por Jacob Collier.
- "Forgiveless" contém sample de "Hidden Place", interpretada e escrita por Björk; e sample de "The Stomp", interpretada e escrita por Ol' Dirty Bastard.

## SOS Tour
SOS Tour é a segunda turnê da cantora e compositora americana SZA, em apoio ao seu segundo álbum de estúdio, SOS (2022). A turnê começou em 21 de fevereiro de 2023, na cidade de Columbus, Estados Unidos, com terminou em 4 de agosto de 2024, na cidade de Montreal, Canadá.  
A turnê foi anunciada em 13 de dezembro de 2022, quatro dias após o lançamento do álbum e junto da merch do álbum. Inicialmente foram marcados 18 shows na América do Norte, e após alta demanda foram anunciados 15 shows na Europa e mais 20 shows nos Estados Unidos. No segundo semestre de 2023, SZA foi confirmada como headliner de vários festivais na América Latina, Europa e América do Norte em 2024 e anunciou 11 shows na Oceania.
O show dura aproximadamente 90 minutos, e conta com músicas dos dois álbuns de SZA, "Ctrl" e "SOS", além de singles e parcerias. Omar Apollo e D4vd serviram como atos de abertura na América do Norte, enquanto Raye e Sir abriram os shows na Europa e Oceania, respectivamente.

### Datas
| Data                    | Cidade           | País             | Local                                  | Atos de Abertura | Público          | Receita          |
| América do Norte        | América do Norte | América do Norte | América do Norte                       | América do Norte | América do Norte | América do Norte |
| ----------------------- | ---------------- | ---------------- | -------------------------------------- | ---------------- | ---------------- | ---------------- |
| 21 de fevereiro de 2023 | Columbus         | Estados Unidos   | Schottestein Center                    | Omar Apollo      |                  |                  |
| 22 de fevereiro de 2023 | Chicago          | Estados Unidos   | United Center                          | Omar Apollo      |                  |                  |
| 24 se fevereiro de 2023 | Detroit          | Estados Unidos   | Little Caesars Arena                   | Omar Apollo      |                  |                  |
| 25 de fevereiro de 2023 | Toronto          | Canadá           | Scotiabank Arena                       | Omar Apollo      |                  |                  |
| 27 de fevereiro de 2023 | Washington D.C.  | Estados Unidos   | Capital One Arena                      | Omar Apollo      |                  |                  |
| 28 de fevereiro de 2023 | Boston           | Estados Unidos   | TD Garden                              | Omar Apollo      |                  |                  |
| 4 de março de 2023      | Nova Iorque      | Estados Unidos   | Madison Square Garden                  | Omar Apollo      |                  |                  |
| 5 de março de 2023      | Nova Iorque      | Estados Unidos   | Madison Square Garden                  | Omar Apollo      |                  |                  |
| 7 de março de 2023      | Atlanta          | Estados Unidos   | State Farm Arena                       | Omar Apollo      |                  |                  |
| 9 de março de 2023      | Austin           | Estados Unidos   | Moody Center                           | Omar Apollo      |                  |                  |
| 10 de março de 2023     | Dallas           | Estados Unidos   | American Airlines Center               | Omar Apollo      |                  |                  |
| 13 de março de 2023     | San Diego        | Estados Unidos   | Viejas Arena                           | Omar Apollo      |                  |                  |
| 14 de março de 2023     | Oakland          | Estados Unidos   | Oakland Arena                          | Omar Apollo      |                  |                  |
| 16 de março de 2023     | Seattle          | Estados Unidos   | Climate Pledge Arena                   | Omar Apollo      |                  |                  |
| 18 de março de 2023     | Portland         | Estados Unidos   | Moda Center                            | Omar Apollo      |                  |                  |
| 19 de março de 2023     | Vancouver        | Canadá           | Rogers Arena                           | Omar Apollo      |                  |                  |
| 22 de março de 2023     | Inglewood        | Estados Unidos   | Kia Forum                              | Omar Apollo      |                  |                  |
| 23 de março de 2023     | Inglewood        | Estados Unidos   | Kia Forum                              | Omar Apollo      |                  |                  |
| 20 de maio de 2023      | Gulf Shores      | Estados Unidos   | Gulf Shores Beach                      | —                |                  |                  |
| Europa                  |                  |                  |                                        |                  |                  |                  |
| 1 de junho de 2023      | Amsterdão        | Países Baixos    | Ziggo Dome                             | Raye             |                  |                  |
| 3 de junho de 2023      | Amsterdão        | Países Baixos    | Ziggo Dome                             | Raye             |                  |                  |
| 5 de junho de 2023      | Paris            | França           | Accor Arena                            | Raye             |                  |                  |
| 7 de junho de 2023      | Zurique          | Suíça            | Hellen Stadion                         | Raye             |                  |                  |
| 9 de junho de 2023      | Berlim           | Alemanha         | Mercedes-Benz Arena                    | Raye             |                  |                  |
| 11 de junho de 2023     | Colônia          | Alemanha         | Lanxess Arena                          | —                |                  |                  |
| 13 de junho de 2023     | Manchester       | Reino Unido      | AO Arena                               | —                |                  |                  |
| 15 de junho de 2023     | Glasgow          | Reino Unido      | OVO Hydro                              | —                |                  |                  |
| 17 de junho de 2023     | Londres          | Reino Unido      | O2 Arena                               | Raye             |                  |                  |
| 18 de junho de 2023     | Londres          | Reino Unido      | O2 Arena                               | Raye             |                  |                  |
| 21 de junho de 2023     | Dublin           | Irlanda          | 3Arena                                 | Raye             |                  |                  |
| 22 de junho de 2023     | Dublin           | Irlanda          | 3Arena                                 | Raye             |                  |                  |
| 25 de junho de 2023     | Londres          | Reino Unido      | O2 Arena                               | Raye             |                  |                  |
| 26 de junho de 2023     | Londres          | Reino Unido      | O2 Arena                               | Raye             |                  |                  |
| 29 de junho de 2023     | Gdynia           | Polónia          | Gdynia-Kosakowo Airport                | —                |                  |                  |
| América do Norte        |                  |                  |                                        |                  |                  |                  |
| 20 de setembro de 2023  | Miami            | Estados Unidos   | Kaseya Center                          | D4vd             |                  |                  |
| 22 de setembro de 2023  | Tampa            | Estados Unidos   | Amalie Arena                           | D4vd             |                  |                  |
| 24 de setembro de 2023  | Nashville        | Estados Unidos   | Bridgestone Arena                      | D4vd             |                  |                  |
| 26 de setembro de 2023  | Filadélfia       | Estados Unidos   | Wells Fargo Center                     | D4vd             |                  |                  |
| 28 de setembro de 2023  | Baltimore        | Estados Unidos   | CFG Bank Arena                         | D4vd             |                  |                  |
| 30 de setembro de 2023  | Boston           | Estados Unidos   | TD Garden                              | D4vd             |                  |                  |
| 1 de outubro de 2023    | Newark           | Estados Unidos   | Prudential Center                      | D4vd             |                  |                  |
| 6 de outubro de 2023    | Nova Iorque      | Estados Unidos   | Barclays Center                        | D4vd             |                  |                  |
| 7 de outubro de 2023    | Nova Iorque      | Estados Unidos   | Barclays Center                        | D4vd             |                  |                  |
| 10 de outubro de 2023   | Chicago          | Estados Unidos   | United Center                          | D4vd             |                  |                  |
| 11 de outubro de 2023   | St. Louis        | Estados Unidos   | Enterprise Center                      | D4vd             |                  |                  |
| 14 de outubro de 2023   | Houston          | Estados Unidos   | Toyota Center                          | D4vd             |                  |                  |
| 15 de outubro de 2023   | San Antonio      | Estados Unidos   | Frost Bank Center                      | D4vd             |                  |                  |
| 18 de outubro de 2023   | Denver           | Estados Unidos   | Ball Arena                             | D4vd             |                  |                  |
| 19 de outubro de 2023   | Salt Lake City   | Estados Unidos   | Delta Center                           | D4vd             |                  |                  |
| 22 de outubro de 2023   | Los Angeles      | Estados Unidos   | Crypto.com Arena                       | D4vd             |                  |                  |
| 23 de outubro de 2023   | Los Angeles      | Estados Unidos   | Crypto.com Arena                       | D4vd             |                  |                  |
| 26 de outubro de 2023   | San Francisco    | Estados Unidos   | Chase Center                           | D4vd             |                  |                  |
| 28 de outubro de 2023   | Las Vegas        | Estados Unidos   | T-Mobile Arena                         | D4vd             |                  |                  |
| 29 de outubro de 2023   | Phoenix          | Estados Unidos   | Footprint Center                       | D4vd             |                  |                  |
| 12 de novembro de 2023  | Los Angeles      | Estados Unidos   | Dodger Stadium                         | —                |                  |                  |
| América Latina          |                  |                  |                                        |                  |                  |                  |
| 16 de março de 2024     | Buenos Aires     | Argentina        | Hipódramo de San Isidro                | —                |                  |                  |
| 17 de março de 2024     | Santiago         | Chile            | Parque Bicentenário de Cerrillos       | —                |                  |                  |
| 22 de março de 2024     | Bogotá           | Colômbia         | Parque Simón Bolívar                   | —                |                  |                  |
| 24 de março de 2024     | São Paulo        | Brasil           | Autódramo de Interlagos                | —                |                  |                  |
| América do Norte        |                  |                  |                                        |                  |                  |                  |
| 6 de abril de 2024      | Raleigh          | Estados Unidos   | Dorothea Dix Park                      | —                |                  |                  |
| Oceania                 |                  |                  |                                        |                  |                  |                  |
| 13 de abril de 2024     | Auckland         | Nova Zelândia    | Spark Arena                            | Sir              |                  |                  |
| 15 de abril de 2024     | Auckland         | Nova Zelândia    | Spark Arena                            | Sir              |                  |                  |
| 16 de abril de 2024     | Auckland         | Nova Zelândia    | Spark Arena                            | Sir              |                  |                  |
| 19 de abril de 2024     | Brisbane         | Austrália        | Brisbane Entertainment Center          | Sir              |                  |                  |
| 20 de abril de 2024     | Brisbane         | Austrália        | Brisbane Entertainment Center          | Sir              |                  |                  |
| 23 de abril de 2024     | Sydney           | Austrália        | Quados Bank Arena                      | Sir              |                  |                  |
| 24 de abril de 2024     | Sydney           | Austrália        | Quados Bank Arena                      | Sir              |                  |                  |
| 26 de abril de 2024     | Sydney           | Austrália        | Quados Bank Arena                      | Sir              |                  |                  |
| 29 de abril de 2024     | Melbourne        | Austrália        | Rod Laver Arena                        | Sir              |                  |                  |
| 30 de abril de 2024     | Melbourne        | Austrália        | Rod Laver Arena                        | Sir              |                  |                  |
| 2 de maio de 2024       | Melbourne        | Austrália        | Rod Laver Arena                        | Sir              |                  |                  |
| Festivais de verão      |                  |                  |                                        |                  |                  |                  |
| 25 de maio de 2024      | Louisville       | Estados Unidos   | Waterfront Park                        | —                |                  |                  |
| 1 de junho de 2024      | Barcelona        | Espanha          | Parc del Fòrum                         | —                |                  |                  |
| 2 de junho de 2024      | Paris            | França           | Bois de Vincennes                      | —                |                  |                  |
| 6 de junho de 2024      | Porto            | Portugal         | Parque da Cidade do Porto              | —                |                  |                  |
| 9 de junho de 2024      | Nova Iorque      | Estados Unidos   | Flushing Meadows Corona Park           | —                |                  |                  |
| 22 de junho de 2024     | Milwaukee        | Estados Unidos   | American Family Insurance Amphitheater | —                |                  |                  |
| 29 de junho de 2024     | Londres          | Reino Unido      | Hyde Park                              | —                |                  |                  |
| 30 de junho de 2024     | Pilton           | Reino Unido      | Worthy Farm                            | —                |                  |                  |
| 3 de julho de 2024      | Malahide         | Irlanda          | Malahade Castle                        | —                |                  |                  |
| 6 de julho de 2024      | Roskilde         | Dinamarca        | Dyrskueplasden                         | —                |                  |                  |
| 2 de agosto de 2024     | Chicago          | Estados Unidos   | Grant Park                             | —                |                  |                  |
| 4 de agosto de 2024     | Montreal         | Canadá           | Parc Jean-Drapeau                      | —                |                  |                  |